# Мякса (волость)
Мя́кса (эст. Mäksa   ) — бывшая волость в Эстонии в составе уезда Тартумаа.

## Положение
Площадь волости — 133,4 км², численность населения на 1 января 2009 года составляла 1721 человек.
Административным центром волости была деревня Меллисте. Помимо этого на территории волости находилось ещё 15 деревень.